# Platanthera tescamnis
Platanthera tescamnis är en orkidéart som beskrevs av Charles John Sheviak och W.F.Jenn. Platanthera tescamnis ingår i släktet nattvioler, och familjen orkidéer. Inga underarter finns listade i Catalogue of Life.

## Bildgalleri

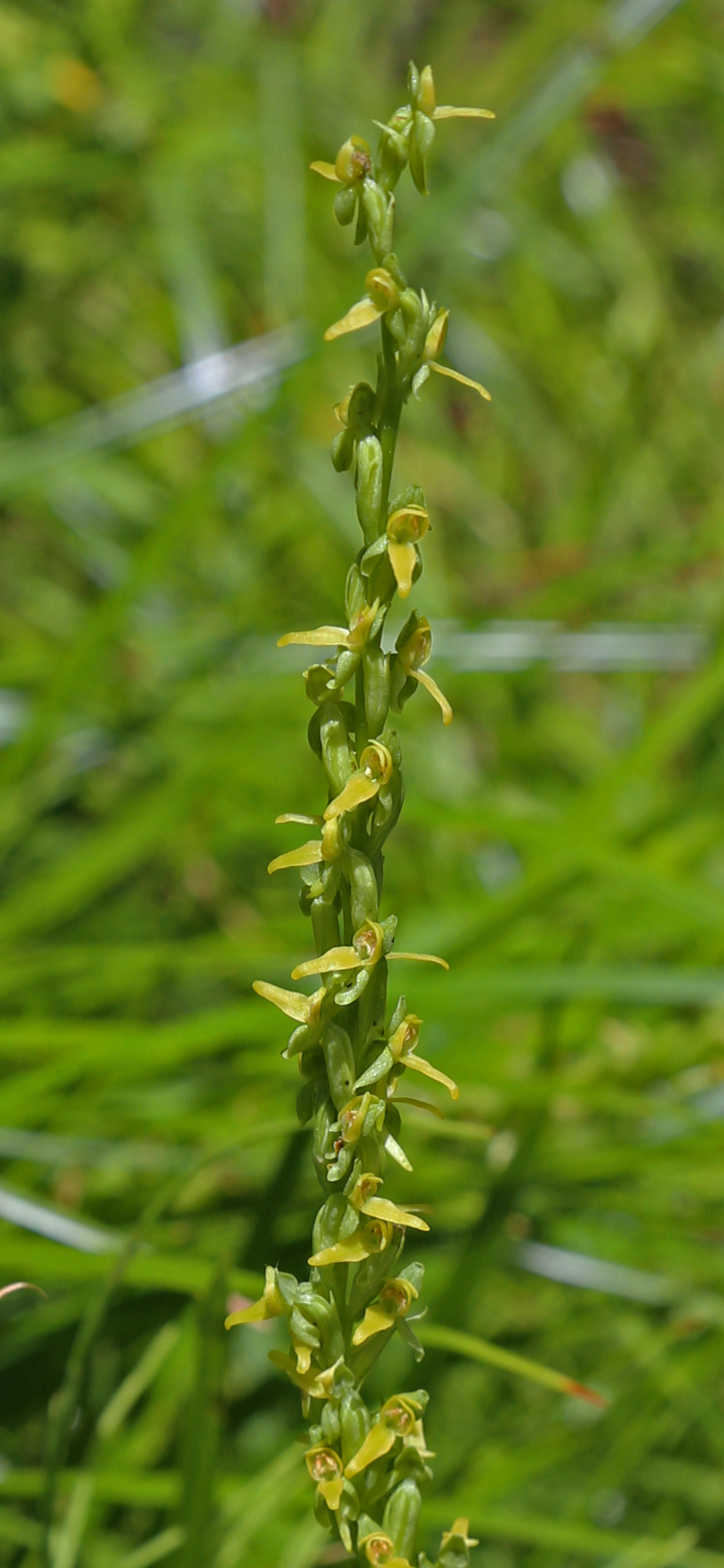
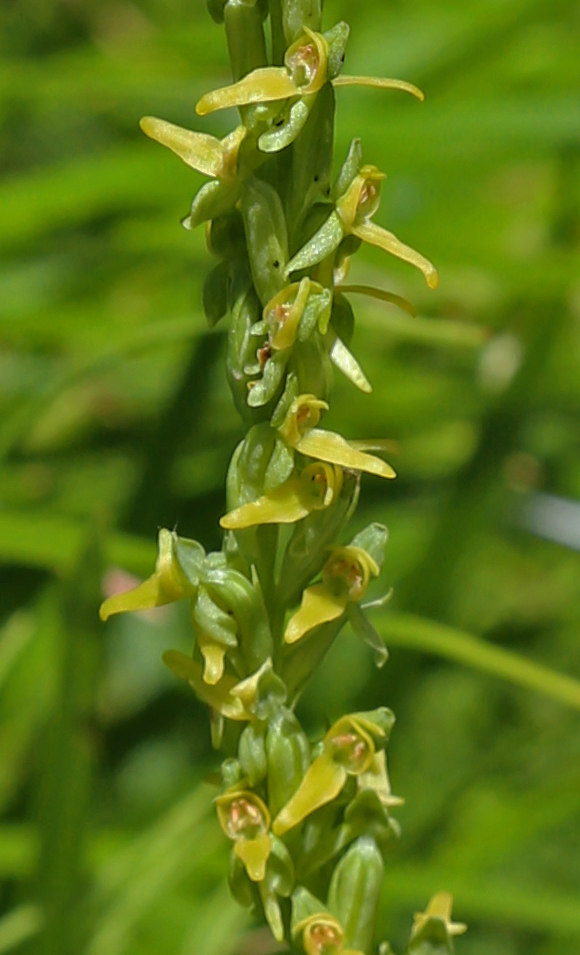